# 6 Hours of Silverstone 2015
6 Hours of Silverstone 2015 – 6-godzinny wyścig samochodowy na torze Silverstone Circuit w Wielkiej Brytanii. Odbył się w dniach 10–12 kwietnia 2015 i był częścią World Endurance Championship.

## Wyniki

### Kwalifikacje
| Poz. | Klasa     | Drużyna                          | Średni czas | Różnica | Pole startowe |
| ---- | --------- | -------------------------------- | ----------- | ------- | ------------- |
| 1    | LMP1      | No. 17 Porsche Team              | 1:39.721    | –       | 1             |
| 2    | LMP1      | No. 18 Porsche Team              | 1:40.340    | +0.619  | 2             |
| 3    | LMP1      | No. 8 Audi Sport Team Joest      | 1:40.352    | +0.631  | 3             |
| 4    | LMP1      | No. 1 Toyota Racing              | 1:40.382    | +0.661  | 4             |
| 5    | LMP1      | No. 7 Audi Sport Team Joest      | 1:41.153    | +1.432  | 5             |
| 6    | LMP1      | No. 2 Toyota Racing              | 1:41.694    | +1.973  | 6             |
| 7    | LMP2      | No. 28 G-Drive Racing            | 1:48.021    | +8.300  | 7             |
| 8    | LMP2      | No. 26 G-Drive Racing            | 1:48.083    | +8.362  | 8             |
| 9    | LMP2      | No. 47 KCMG                      | 1:49.389    | +9.668  | 9             |
| 10   | LMP2      | No. 36 Signatech Alpine          | 1:49.498    | +9.777  | 10            |
| 11   | LMP1      | No. 4 Team ByKolles              | 1:50.622    | +10.901 | 11            |
| 12   | LMP2      | No. 30 Extreme Speed Motorsports | 1:51.551    | +11.830 | 12            |
| 13   | LMP2      | No. 42 Strakka Racing            | 1:52.284    | +12.563 | 13            |
| 14   | LMP2      | No. 35 OAK Racing                | 1:53.457    | +13.736 | 14            |
| 15   | LMP2      | No. 31 Extreme Speed Motorsports | 1:55.491    | +15.770 | 15            |
| 16   | LMGTE Pro | No. 95 Aston Martin Racing       | 1:59.970    | +20.249 | 16            |
| 17   | LMGTE Pro | No. 99 Aston Martin Racing V8    | 2:00.175    | +20.454 | 17            |
| 18   | LMGTE Pro | No. 97 Aston Martin Racing       | 2:00.333    | +20.612 | 18            |
| 19   | LMGTE Pro | No. 91 Porsche Team Manthey      | 2:00.651    | +20.930 | 19            |
| 20   | LMGTE Pro | No. 51 AF Corse                  | 2:00.701    | +20.980 | 20            |
| 21   | LMGTE Pro | No. 92 Porsche Team Manthey      | 2:01.591    | +21.870 | 21            |
| 22   | LMGTE Am  | No. 98 Aston Martin Racing       | 2:01.998    | +22.277 | 22            |
| 23   | LMGTE Pro | No. 71 AF Corse                  | 2:02.156    | +22.435 | 23            |
| 24   | LMGTE Am  | No. 50 Larbre Compétition        | 2:02.937    | +23.216 | 24            |
| 25   | LMGTE Am  | No. 88 Abu Dhabi-Proton Racing   | 2:03.134    | +23.413 | 25            |
| 26   | LMGTE Am  | No. 83 AF Corse                  | 2:03.482    | +23.761 | 26            |
| 27   | LMGTE Am  | No. 72 SMP Racing                | 2:04.114    | +24.393 | 27            |
| 28   | LMGTE Am  | No. 96 Aston Martin Racing       | 2:05.050    | +25.329 | 28            |
| 29   | LMGTE Am  | No. 77 Dempsey Racing-Proton     | 2:06.024    | +26.303 | 29            |

### Wyścig

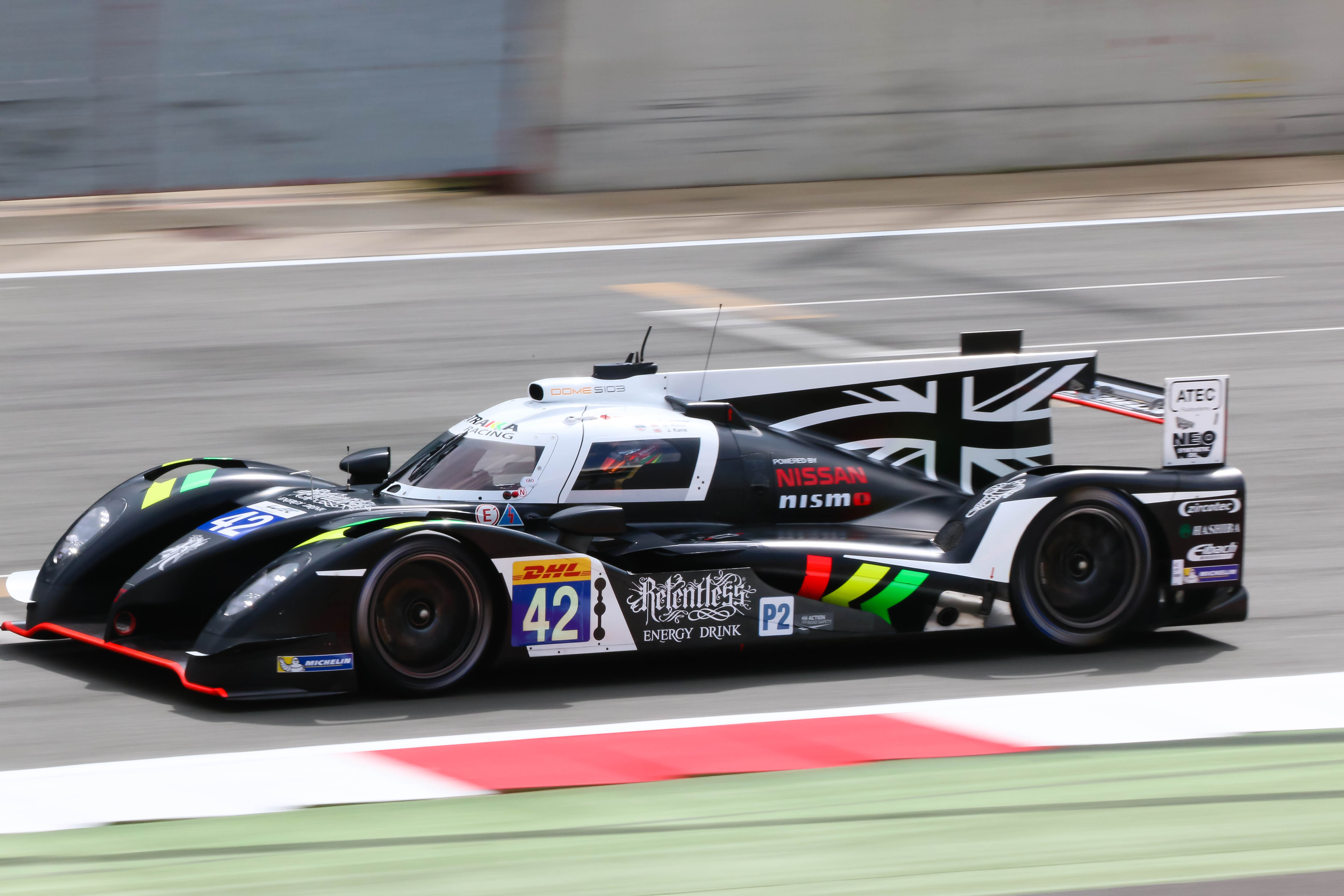
Dome S103 zespołu Strakka Racing podczas wyścigu

| Poz. | Klasa     | Nr | Drużyna                   | Kierowcy                                              | Okrążeń | Czas        |
| ---- | --------- | -- | ------------------------- | ----------------------------------------------------- | ------- | ----------- |
| 1    | LMP1      | 7  | Audi Sport Team Joest     | André Lotterer Marcel Fässler Benoît Tréluyer         | 201     | 6:00:30.876 |
| 2    | LMP1      | 18 | Porsche Team              | Marc Lieb Romain Dumas Neel Jani                      | 201     | +4.610      |
| 3    | LMP1      | 1  | Toyota Racing             | Anthony Davidson Sébastien Buemi Kazuki Nakajima      | 201     | +10.206     |
| 4    | LMP1      | 2  | Toyota Racing             | Alexander Wurz Stéphane Sarrazin Mike Conway          | 200     | +1 Lap      |
| 5    | LMP1      | 8  | Audi Sport Team Joest     | Loïc Duval Lucas Di Grassi Oliver Jarvis              | 197     | +4 Laps     |
| 6    | LMP2      | 26 | G-Drive Racing            | Roman Rusinow Julien Canal Sam Bird                   | 185     | +16 Laps    |
| 7    | LMP2      | 28 | G-Drive Racing            | Gustavo Yacamán Ricardo González Pipo Derani          | 184     | +17 Laps    |
| 8    | LMP2      | 42 | Strakka Racing            | Nick Leventis Jonny Kane Danny Watts                  | 178     | +23 Laps    |
| 9    | LMGTE Pro | 51 | AF Corse                  | Gianmaria Bruni Toni Vilander                         | 172     | +29 Laps    |
| 10   | LMGTE Pro | 91 | Porsche Team Manthey      | Richard Lietz Michael Christensen                     | 172     | +29 Laps    |
| 11   | LMGTE Pro | 71 | AF Corse                  | Davide Rigon James Calado                             | 172     | +29 Laps    |
| 12   | LMGTE Pro | 95 | Aston Martin Racing       | Christoffer Nygaard Nicki Thiim Marco Sørensen        | 171     | +30 Laps    |
| 13   | LMGTE Pro | 97 | Aston Martin Racing       | Darren Turner Stefan Mücke                            | 171     | +30 Laps    |
| 14   | LMGTE Pro | 99 | Aston Martin Racing V8    | Fernando Rees Alex MacDowall Richie Stanaway          | 171     | +30 Laps    |
| 15   | LMGTE Pro | 92 | Porsche Team Manthey      | Patrick Pilet Frédéric Makowiecki                     | 170     | +31 Laps    |
| 16   | LMGTE Am  | 98 | Aston Martin Racing       | Paul Dalla Lana Pedro Lamy Mathias Lauda              | 168     | +33 Laps    |
| 17   | LMGTE Am  | 83 | AF Corse                  | François Perrodo Emmanuel Collard Rui Águas           | 168     | +33 Laps    |
| 18   | LMGTE Am  | 72 | SMP Racing                | Viktor Shaitar Aleksey Basov Andrea Bertolini         | 168     | +33 Laps    |
| 19   | LMP2      | 47 | KCMG                      | Matthew Howson Richard Bradley Nick Tandy             | 167     | +34 Laps    |
| 20   | LMGTE Am  | 96 | Aston Martin Racing       | Roald Goethe Stuart Hall Francesco Castellacci        | 166     | +35 Laps    |
| 21   | LMGTE Am  | 88 | Abu Dhabi-Proton Racing   | Christian Ried Klaus Bachler Khalded Al Qubaisi       | 166     | +35 Laps    |
| 22   | LMP2      | 35 | OAK Racing                | Jacques Nicolet Jean-Marc Merlin Erik Maris           | 165     | +36 Laps    |
| 23   | LMGTE Am  | 77 | Dempsey Racing-Proton     | Patrick Dempsey Patrick Long Marco Seefried           | 165     | +36 Laps    |
| 24   | LMP2      | 31 | Extreme Speed Motorsports | Ed Brown David Brabham Jon Fogarty                    | 165     | +36 Laps    |
| 25   | LMGTE Am  | 50 | Larbre Compétition        | Gianluca Roda Paolo Ruberti Kristian Poulsen          | 160     | +41 Laps    |
| DNF  | LMP1      | 4  | Team ByKolles             | Simon Trummer Vitantonio Liuzzi Christian Klien       | 116     | –           |
| DNF  | LMP1      | 17 | Porsche Team              | Timo Bernhard Brendon Hartley Mark Webber             | 44      | –           |
| DNF  | LMP2      | 36 | Signatech Alpine          | Nelson Panciatici Paul-Loup Chatin Vincent Capillaire | 20      | –           |
| EX   | LMP2      | 30 | Extreme Speed Motorsports | Scott Sharp Ryan Dalziel David Heinemeier Hansson     | 183     | –           |